# (You're So Square) Baby I Don't Care
"(You're So Square) Baby I Don't Care" is een nummer van de Amerikaanse artiest Elvis Presley. Het nummer was voor het eerst te horen in zijn film Jailhouse Rock uit 1957. Het verscheen ook op de bijbehorende soundtrack-ep.

## Achtergrond
"(You're So Square) Baby I Don't Care" is geschreven door Jerry Leiber en Mike Stoller en geproduceerd door Jeff Alexander. In het nummer bezingt Presley hoe zijn vriendin nogal square (slang voor conventioneel en ouderwets) is en hoe zij de laatste trends niet bijhoudt, maar dat hij ondanks, of misschien dankzij, dit alles toch van haar houdt. Het nummer werd op 3 mei 1957 opgenomen en is een van de weinige nummers waarop Presley zelf een instrument bespeelt; hij is te horen op de elektrische basgitaar.
"(You're So Square) Baby I Don't Care" werd niet officieel uitgebracht als single, maar bereikte wel de veertiende plaats in de Amerikaanse r&b-lijst. In 1983 verscheen het nummer wel op single en kwam het tot plaats 61 in de Britse UK Singles Chart.
"(You're So Square) Baby I Don't Care" is door een groot aantal artiesten opgenomen. De versie van Buddy Holly werd in 1961 als single uitgebracht en bereikte de twaalfde plaats in het Verenigd Koninkrijk. Joni Mitchell kwam in 1982 tot plaats 47 in de Billboard Hot 100 met haar cover. Andere artiesten die het hebben opgenomen zijn The Beatles (tijdens sessies voor The Beatles, hun versie werd in 2018 uitgebracht op de heruitgave van dit album), Bryan Ferry, Bobby Fuller, The Glitter Band, Cee Lo Green, Johnny Hallyday, Hüsker Dü (live), Led Zeppelin (live), John Lennon (demo), Carl Mann, Don McLean, Scotty Moore, The Professionals, Queen (live) Cliff Richard, Brian Setzer, Rory Storm & the Hurricanes, Billy Swan en Bobby Vee.